# Filippo Mazzoccolo
Filippo Mazzoccolo (Teano, 23 aprile 1861 – Teano, 7 ottobre 1918) è stato uno scrittore italiano.

## Biografia
Nobile di Gaeta e barone di Roccasicura, studiò a Montecassino e nel Collegio Troise di Napoli e si laureò in Giurisprudenza all'Università degli studi di Napoli. Non esercitò la professione forense perché preferì dedicarsi allo studio e all'analisi dei fenomeni storico-sociali della sua epoca scrivendo su argomenti storici e su materie giuridiche oltre che poesie e romanzi.
Nel 1897 pubblicò La famiglia e la società, studio sul divorzio e sulla precedenza del matrimonio civile al religioso. Scrisse poi due volumi sul Risorgimento Italiano: Gli ultimi giorni del Borbone in Italia e Storia contemporanea fino al 1859, rimasto inedito così come il Saggio sulle opere di Giovanni Bovio, lo Studio sulla recidiva e il Sommario di diritto penale. Nel 1915, invece, pubblicò una collana di 15 sonetti patriottici dal titolo Ruit Hora. Il romanzo La nuova Roma, postumo, fu pubblicato dal figlio Michele nel 1963. Morì all'età di 57 anni nella sua antica dimora nobiliare e le sue spoglie riposano nel locale Cimitero nella Cappella gentilizia di famiglia.

## Opere principali
- La famiglia e la società: studio sul divorzio, Napoli, L. Pierro, 1897 (riedizione: Formia, G. Ponticelli, 1968)
- La nuova Roma, Napoli, Istituto editoriale campano, 1958
- Ave Maria, Napoli, Istituto Editoriale Campano, 1958
- Gli ultimi giorni del Borbone in Italia, presentato e annotato da Gaspare Caliendo; in appendice: Nino Bixio: generale, navigatore, uomo politico, Marcianise, La Diana, 1963[1]